# R-176 (Rusland)
De R-176 of Vjatka (Russisch: Р-176 Вятка) is een regionale weg in Rusland. De weg loopt van Tsjeboksary naar Syktyvkar. De weg loopt door de republiek Tsjoevasjië, de republiek Mari El, de oblast Kirov, en de republiek Komi. De weg is 784 kilometer lang. Tot 2011 heette de weg A-119.

## Verloop
De R-176 begint in Tsjeboksary en loopt als autosnelweg naar Novotsjeboksary. De weg draait bij het klaverblad naar het noorden over de stuwdam in de Volga. De weg loopt kaarsrecht naar het noorden, en gaat via de 30 kilometer lange rondweg van Josjkar-Ola om de stad heen.
De weg loopt via Jaransk en Toesja naar de rivier de Vjatka, waar de naam van de weg vandaan komt.
Na 400 kilometer draait de weg even ten noorden van Kirov verder naar het noorden, onder het nummer P157.
Na 784 kilometer vanaf Tsjeboksary komt men dan in Syktyvkar aan, vanaf hier kan met verder reizen over steeds slechter wordende wegen naar Vorkoeta, nog eens 930 kilometer naar het noordoosten.